# B.PRO
Die B.PRO GmbH ist ein deutsches Familienunternehmen mit Firmensitz in Oberderdingen (Baden-Württemberg). Die bis 2021 am Markt als Blanco Professional auftretende B.Pro ist im Business-to-Business-Geschäft (B2B-Geschäft) im Bereich Großküchen und als Zulieferer für die Industrie tätig. Das Unternehmen entstand 2007 unter dem Namen Blanco CS als Ausgliederung aus der Blanco-Gruppe. Ende 2012 erhielt es den Namen „Blanco Professional Gruppe“, und 2021 den Namen „B.PRO Gruppe“.
Zur Gruppe gehören der Stammsitz in Oberderdingen, Tochtergesellschaften in Deutschland (Hilter am Teutoburger Wald und Leipzig), Belgien, Frankreich, Großbritannien, Österreich und Tschechien sowie eine Zweigniederlassung in der Schweiz.
Produktionsstandorte sind in Oberderdingen, Leipzig und Frýdek-Místek/Tschechien. B.Pro vertreibt seine Produkte schwerpunktmäßig in Europa, im Mittleren Osten und in Asien.

## Geschichte
1925 wurde das Unternehmen als Blanc & Co. von Heinrich Blanc gegründet und begann mit der Serienfabrikation von Wasserschiffen für Kohleherde. Anfang der 1950er Jahre wurde Edelstahl zum wichtigsten Werkstoff des Unternehmens, aus dem u. a. Küchenspülen, Kochtöpfe und Produkte der Medizintechnik gefertigt wurden. Es begann auch die Produktion von Geräten für die Großküchenindustrie.
1987 wurde das weltweit eingeführte Warenzeichen „Blanco“ in die Firmenbezeichnung Blanco GmbH + Co KG übertragen.
2007 wurden die im Investitionsgütergeschäft tätigen B2B-Geschäftsbereiche in eine eigenständige Unternehmensgruppe ausgegründet, die in die Geschäftsbereiche Catering Systeme, Medical Care Systeme und Industrial Components untergliedert wurde und zunächst als Blanco CS GmbH & Co. KG firmierte. Ende 2012 erfolgte die Namensänderung zur Blanco Professional Gruppe. Das Schwesterunternehmen Blanco-Gruppe produziert weiterhin Spülen, Armaturen und Zubehör für die private Küche. Die beiden eigenständig agierenden Unternehmen gehören mehrheitlich zur Blanc & Fischer Familienholding.
2012 wurde die Kugel Edelstahlverarbeitung in Viechtach übernommen und als weiterer Geschäftsbereich Railway geführt. Damit war das Unternehmen in vier Geschäftsbereichen tätig bis 2018 der Geschäftsbereich Medical aufgelöst wurde. Das Tochterunternehmen Kugel wurde 2021 von der Muttergesellschaft Blanc & Fischer Familienholding übernommen, womit der Geschäftsbereich Railway weggefallen ist. Die beiden operierenden Einheiten bezeichnet B.PRO seit 2021 als Geschäftsbereiche „CATERING Solutions“ und „ENOXX Engineering“.
Im Oktober 2020 wurde die Sanierung des Unternehmens bekannt gegeben, die mit dem Abbau von 100 von 400 Stellen in Oberderdingen verbunden ist. Sie sei aufgrund einer seit Jahren andauernden Schwäche bei Umsatz und Ergebnis notwendig geworden. 2021 wurde das Unternehmen in B.PRO umfirmiert und die Rechtsform geändert.
Die Zahl der Mitarbeiter sank von 693 (2020) auf 523 (2023).

## Tätigkeitsgebiet
B.PRO ist mit zwei Geschäftseinheiten im B2B-Bereich tätig. Die Geschäftseinheit Catering Solutions bietet Lösungen für Kunden an, die in der Speisenlogistik tätig sind. Die Geschäftseinheit ENOXX Engineering beliefert die Industrie mit individuellen Tiefziehteilen und Baugruppen aus Edelstahl.